# San José Aguajal
San José Aguajal är en ort i Mexiko.   Den ligger i kommunen Acapetahua och delstaten Chiapas, i den sydöstra delen av landet, 800 km sydost om huvudstaden Mexico City. San José Aguajal ligger 8 meter över havet och antalet invånare är 257.
Terrängen runt San José Aguajal är mycket platt. Runt San José Aguajal är det ganska tätbefolkat, med 60 invånare per kvadratkilometer. Närmaste större samhälle är Acapeteahua, 16,3 km öster om San José Aguajal. Trakten runt San José Aguajal består huvudsakligen av våtmarker.